# Piotr Świerczek
Piotr Świerczek (ur. 3 kwietnia 1977 w Bielsku-Białej) – polski dziennikarz telewizyjny. Zdobywca dwóch z rzędu statuetek Grand Press w kategorii dziennikarstwo śledcze. Zawodowo związany z telewizją TVN24.

## Życiorys
Ukończył IV Liceum Ogólnokształcące im. Komisji Edukacji Narodowej w Bielsku-Białej i Wydział Dziennikarstwa Uniwersytetu Warszawskiego. Jeszcze w liceum współprowadził młodzieżowy program w lokalnym Radiu Delta w Bielsku-Białej. 
W trakcie studiów został reporterem Radia Bielsko, a w wieku dziewiętnastu lat został przyjęty do Radia Zet na stanowisko korespondenta tej stacji na Śląsku. W telewizji od 2003 roku. Najpierw jako reporter TVN24 w Katowicach, a następnie Reporter Faktów TVN w Krakowie. Od 2008 roku mieszka w Warszawie, gdzie na początku pracował w programach „na żywo” i w magazynie „Polska i Świat” w TVN24. 
Na kilka lat został korespondentem wojennym i uczestniczył w kilku polskich misjach wojskowych (Irak, Afganistan, Czad, Kosowo). Po wydarzeniach kijowskiego Euromajdanu na Ukrainie, gdzie życie straciło kilkuset protestujących, zrezygnował z wyjazdów na wojny i konflikty zbrojne. 
Obecnie związany jest z magazynem „Czarno na Białym” w TVN24. Za zrealizowane dla tego programu materiały otrzymał kilka nagród dziennikarskich, w tym dwie z rzędu statuetki Grand Press w kategorii dziennikarstwo śledcze. Uhonorowany Medalem Wolności Słowa.

## Kontrowersje
W grudniu 2022 roku Krajowa Rada Radiofonii i Telewizji wszczęła postępowanie administracyjne w sprawie ukarania nadawcy TVN S.A., w związku z emisją reportażu „Siła kłamstwa”, którego autorem był Piotr Świerczek. 
Reportaż obnażał manipulacje tzw. podkomisji smoleńskiej Antoniego Macierewicza i nie pasował do przyjętej przez ówczesny rząd oraz polityków Prawa i Sprawiedliwości narracji, jakoby w 2010 roku, w Smoleńsku, podczas lądowania samolotu Tu-154, doszło do zamachu na życie prezydenta Lecha Kaczyńskiego, w wyniku eksplozji dwóch bomb.
W akcie dziennikarskiej solidarności i sprzeciwu wobec narastającej cenzury prawie 100 polskich redakcji opublikowało reportaż „Siła kłamstwa” na swoich stronach internetowych. W związku z tymi wydarzeniami Świerczek otrzymał w sierpniu 2023 roku Medal Wolności Słowa.
W lutym 2023 roku na portalu tvn24.pl ujawniono materiały źródłowe, których dziennikarz użył w reportażu, a których nie pokazała podkomisja smoleńska. Głównym dokumentem było przetłumaczone streszczenie raportu amerykańskiego instytutu NIAR, który badając katastrofę z 2010 roku przeprowadził własne analizy i symulacje komputerowe. Raport nie potwierdzał zamachu i eksplozji bomb. Do tego momentu Antoni Macierewicz zaprzeczał, że taki dokument istnieje.
W kwietniu 2023 roku Press Club Polska po raz pierwszy wręczał Nagrodę im. Jarosława Ziętary za dziennikarstwo śledcze. Po tym jak otrzymał ją Piotr Świerczek, Krzysztof M. Kaźmierczak z Komitetu Społecznego im. Jarosława Ziętary zrezygnował z członkostwa w jury. Według Kaźmierczaka werdykt jury spowodował, że nagroda stała się elementem w wojnie polsko-polskiej.

## Życie prywatne
Pasjonat lotnictwa i żeglarstwa. W 2001 roku uczestniczył w projekcie startu polskiego jachtu w Pucharze Ameryki. Jest członkiem zespołu regatowego TVN24 Racing Team. Ma żonę, Kamilę oraz dwoje dzieci, Wiktorię i Igora.

## Nagrody i nominacje
- Grand Press (2023) w kategorii dziennikarstwo śledcze (wspólnie z Robertem Zielińskim)[10]
- Nagroda im. Andrzeja Woyciechowskiego (2023) - honorowe wyróżnienie, jako jeden z trzech finalistów nagrody[11].
- Medal Wolności Słowa (2023) - w kategorii Media (pozostałe to: Obywatel i Instytucja)[12].
- Nagroda im. Jarosława Ziętary (2023) - najlepszy śledczy materiał roku[13]
- Nagroda Newsweeka im. Teresy Torańskiej (2023) za najlepszy "materiał dziennikarski medialny" w roku 2022[14]
- Dobry Dziennikarz (2022) - nagroda główna w kategorii dziennikarstwo śledcze[15]
- Grand Press (2022) w kategorii dziennikarstwo śledcze[16]
- Błękitne Skrzydła (2018) - nagroda przyznawana w Święto Lotnictwa Polskiego przez miesięcznik Skrzydlata Polska[17]
- Nominacja do Grand Press (2014) w kategorii reportaż telewizyjny[18]